# Hemiphragma heterophyllum
Hemiphragma heterophyllum là một loài thực vật có hoa trong họ Mã đề. Loài này được Wall. mô tả khoa học đầu tiên năm 1822.